# Hubert Latham

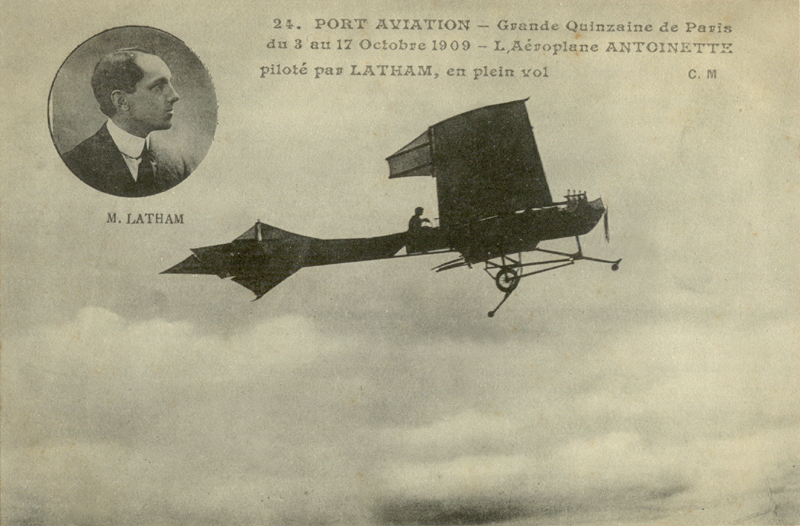
Hubert Latham „Antoinette” nevű repülőgépét vezeti, 1909.

Hubert Latham (Párizs, 1883. január 10. – Strong Archambault, Csád, 1912. június 7.)  francia mérnök, konstruktőr, a repülés egyik úttörője,

## Életpálya
Az első repülőútja a La Manche csatorna egy kereszteződése feletti átrepülés volt 1905. február 11-én, a repülést február 12-én unokatestvérével, Jacques Faure-ral megismételték.
1908-ban részt  vett a Wright fivérek egyik, tagjának, Wilbur Wright repülési bemutatóján, hogy megtanulja a monoplán kormányzását. 1909-ben a monoplán kísérleti repülései között pilótának alkalmazzák. Segítségével az Antoniette névre keresztelt repülőgéppel távolsági, sebességi és magassági rekordot ért el, amivel 50 000 frank jutalomba részesült.
A Daily Mail neves sajtókiadó 25 000 frank pályadíjat tűzött ki a La Manche csatorna repülőgéppel történő átrepülésére. Latham és Louis Blériot volt a legesélyesebb a próbálkozásra. 
- Latham 1909. július 19-én indult elsőnek, de a motor 8 mérföldnyire a francia partoktól 1000 láb magasságban leállt. Siklórepüléssel leszállt a tengerre.
- Blériot 1909. július 25-én indult a repülés történetének első tenger feletti távrepülésére, 31 perc múlva sikeresen leszállt Angliában.

1909. augusztus 30-án viharos időjárási viszonyok között teljesítette a tenger feletti átrepülést.
1910. január 7-én az első pilóta akinek sikerül 1000 méternél magasabbra repülni.
A korabeli célok teljesítésre kiírt több bemutatót, megmérettetést különös merészséggel sikeresen teljesítette (városi körrepülés, Eiffel-torony). Vakmerőségeinél több alkalommal megjósolták  halálát. 1912-ben Francia Egyenlítői-Afrika területén repülőgéppel történő vadászat közben lezuhant. Földi maradványait 1914-ben hazahozták és Le Havre-ban temették el.

## Szakmai sikerek
Világraszóló repülőgép vezetői szolgálatát Maillebois-ban mellszobrának felállításával ismerték el. Emlékművet kapott Calais és Boulogne-sur-Mer helyiségekben a csatorna átrepülésének emlékére.